# Glinianie
Glinianie (także Linianie, Gliwianie, Liwianie) – średniowieczne plemię słowiańskie zamieszkujące nad rzeką Eldeną (Stepienica?), prawym dopływem Łaby (na terenie dzisiejszej Meklemburgii). 
Wspominani od 808 roku do XII wieku. Południowi sąsiedzi Warnów. Należeli do związku obodryckiego. Centralny gród warowny nad Łabą oraz stolica: Łączyn – dzisiejsze Lenzen nad rzeką Löcknitz, koło Wittenberge w Niemczech, gdzie rozegrała się w 929 bitwa między Sasami a Słowianami, zakończona klęską ostatnich. Inny znany gród to Pothlustim (Putlitz). Plemię zostało podbite w 1136 przez Albrechta Niedźwiedzia. Dawne ziemie Glinian otrzymały nazwę Prignitz obecnie powiat Prignitz w Niemczech.